# Публій Семпроній Соф (консул 268 року до н. е.)
Публій Семпроній Соф (лат. Publius Sempronius Sophus; ? — після 252 до н. е.) — політичний, державний та військовий діяч Римської республіки, консул 268 року до н. е.

## Життєпис
Походив з впливового плебейського роду Семпроніїв. Син Публія Семпронія Софа, консула 304 року до н. е. Про молоді роки немає відомостей. 
У 268 році до н. е. його обрано консулом разом з Аппієм Клавдієм Руссом. Під час своєї каденції разом з колегою придушив повстання піценів, розбивши їх при Аскулумі. За це отримав від сенату тріумф. Того ж року заснував римські колонії Арімін та Беневент.
У 252 році до н. е. його обрано цензором разом з Манієм Валерієм Максимом Корвіном Мессалою. Під час своєї каденції разом з Мессалою позбавили 400 вершників коней та вигнали із сенату 16 осіб. Також засудив свою дружину до заслання за відвідання без дозволу громадянських заходів. Подальша доля невідома.